# Маябеке (провинция)
Маябеке е една от новите провинции на Куба. Сформирана е на 1 януари 2011 г. Населението ѝ е 383 869 жители (2010 г.), а площта 3744 кв. км. Намира се в часова зона UTC-5. Телефонният ѝ код е +53 – 47. Административен център е град Сан Хосе де лас Лахас.

## Административно деление
Разделена е на 11 общини. Някои от тях са:
1. Батабано
2. Мелена дел Сур
3. Нуева Пас
4. Сан Николас
5. Сан Хосе де лас Лахас
6. Санта Крус дел Норте